# 江泽民故居
江泽民故居位于中华人民共和国江苏省扬州市广陵区东关街道东关街社区东圈门16号，是原中华人民共和国最高领导人江泽民的旧居。曾以“江上青故居”为名列为不可移动文物（未定级）。2025年7月4日公布为第九批江苏省文物保护单位。

## 历史
建于清代，原为何栻所拥有的壶园的一部分。1929年，江石溪举家搬至此处。2004年省、市委修缮。

## 结构
故居分为东、西两路院落：西路院落是江泽民童年和青少年时期（1929年至1940年）与家人一起租住生活的场所；东路院落为陈列馆，包括“伟大光辉的一生”“爱国知识分子家庭”“扬州永远是故乡”三部分。

## 对外开放
2025年清明节前夕，故居开始面向社会公众开放，每周二至周日可预约参观，凭预约有效证件原件入场。